# 香港秘密警察
《香港秘密警察》（又译作），是一款由United Front Games開發，由史克威爾艾尼克斯發行在Microsoft Windows、Xbox 360、Xbox One、PlayStation 4和PlayStation 3平台上的開放世界動作冒險游戏。其前身为美国动视系列游戏《真实犯罪》的第三部作品《真實犯罪：香港》（True Crime: Hong Kong），但因美國动视认为銷量不佳為理由而被取消。
2011年，日本的史克威爾艾尼克斯購買了本作的版权，并在史克威爾艾尼克斯倫敦工作室继续开发并更名为“Sleeping Dogs”，最终于2012年8月10日发行。
2014年10月14日，遊戲推出完整版（Definitive Edition），这一版本里涵盖了2012年版本的26个可下载内容DLC（2012年版本另有4个DLC的内容为提升玩家在游戏里的等级，因而没有被引入），游戏的画面得到提升，也调整了部分内容，PC版新增DX11支持，惟只有PS4版可选繁体中文。2017年起，这一游戏在中国内地的游戏直播平台列入黑名单。

## 遊玩
这一游戏採用第三人稱視角，操縱的角色是一名潛進黑社會組織的警員沈威（Wei Shen），於遊戲剛開始時進行線性的訓練性質任務，其後可探索遊戲世界和參與支線任務和其他活動。可以奔跑、跳躍、攀越障礙物、游泳以及駕駛海陸交通工具。界面設有小型地圖，可顯示任務目標、重要地點和主角當前位置，左右两侧的长条分别被用为主角的生命值和声望值。另外也会顯示當前的武器和彈藥數量。
遊戲設有三种大等级：黑社會、声望、警察。这三个等级的最高等级为10级，完成主线任务可提升黑社會等级，以解锁近战技能，完成部分支线任務能取得声望經驗，從而提升声望等级，以解鎖服裝、車輛和技能，而警察經驗也可以从主线任务里获得，但在平民傷亡和破壞公物的情况下，警察經驗会被扣除，提升警察等级可逐步解锁警察技能。若进行收集十二生肖塑像的支線任務可逐步解鎖近身格鬥技能。
这一游戏的近身戰鬥系統类似于《蝙蝠俠》系列游戏，可以进攻、抓取敌人、反击，也可選擇手持武器。玩家透過上述三項指令配合主角移動方向進行攻擊，如混合不同種類的招式快速攻敵會使声望值以較快的速度達到滿點，满点后可在数秒内震慑敌人，也可以回复生命值，并且提升近战伤害，戰鬥系統也有環境制敵設定，透過抓住敵人把他們拖曳至指定物品以發動。有些近战武器存在耗損机制。在駕駛車輛時主角可以高速劫车，從當前駕駛的車輛跳到另一行駛中車輛的駕駛座上。主角在槍戰中可躲在掩體後方进攻，當生命值降至零點時會在醫院中重生。如果主角被警察通缉，遊戲界面會顯示警方對主角行為的反應數值，數值會在主角逃離警方視線範圍後下降，但警方仍會在追捕附近現場維持搜索，在發現主角後會繼續追捕。主角被捕后会在最近的警局里释放，但在被捕前的几秒内玩家可以反击。
遊戲不設多人模式，但有網上排行榜讓各玩家比較分數，大部分與劇情無關的活動分作銅、銀和金三個完成級別，完成後能解鎖Xbox 360成就和PlayStation 3獎盃。

## 劇情

### 设定及角色

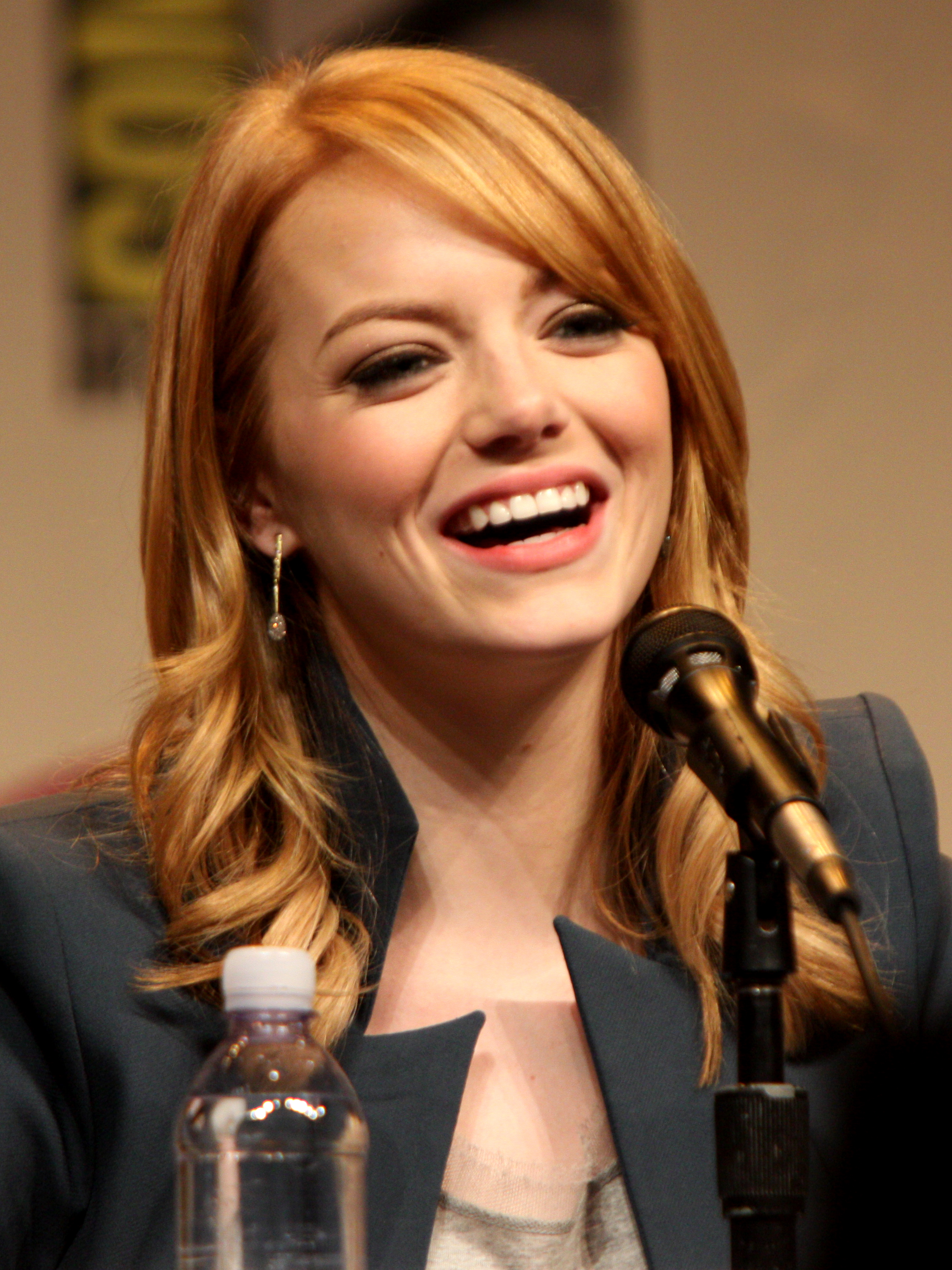
艾瑪·史東在游戏中配饰演沈威的情人阿曼达·卡特莱特（Amanda Cartwright）。

游戏的背景虽在香港，但游戏地图并未完全基于香港制作，游戏里的香港被划分为北角、中环、香港仔和坚尼地城四个区。主角受命渗透并打击三合会组织新安义。主线剧情有两条分支，一条为警察任务，一条为帮派任务。

### 概述
主角沈威在一次毒品交易中假裝事敗被捕，於拘留期間遇上兒時好友馬傑基並被邀在獲釋後加入其所屬幫派新安義的水街分部。沈威向警司托馬斯·潘卓和督察雷蒙報告後經馬傑基介紹會見水街黨首領溫士頓，參與各種任務對抗以「狗眼林」為首的敵對勢力翡翠黨。在拘捕水街黨的毒品供應商後，沈威一度被溫士頓懷疑是臥底探員，為表明忠誠而被派遣刺殺狗眼林的一位毒販，成功把他活擒並正式贏得溫士頓信任，成為水街黨首領繼任人選。溫士頓在其婚禮受偽裝成敵對勢力18K的團體襲擊身亡，同行出席的新安義龍頭白叔亦受重傷，沈威因救援有功而接任水街黨首領。在發現是次襲擊由狗眼林策劃後，沈威擒獲狗眼林並把他交予溫士頓的母親處死。
身為水街黨首領的沈威被捲進了新安義龍頭的權力鬥爭之中，在抵抗「大笑李」吞併地盤時選擇與「斷鼻江」聯手，之后沈威接獲白叔在住院期間突然去世的消息。
眾人在出席白叔葬禮後，大笑李勉強同意舉行龍頭選舉，沈威亦於此時接獲潘卓通知其臥底任務結束。有感新安義將在大笑李當選成為龍頭後將爆發更激烈的內亂，沈威拒絕服從指示。
為剷除競爭者以順利當選，大笑李對新安義各分部進行襲擊，包括綁架馬傑基，以除掉沈威；選舉前夕，沈威收到馬傑基要求見面的短訊，卻在會面地點發現馬傑基的屍體，隨即被擊昏帶走，醒來後發現眼前站著新安義的打手，这意味着其臥底身份已敗露。沈威逃離禁錮後突襲大笑李本營，得知供出了他探員身份的人乃潘卓，沈威在兩人隨後的搏鬥中殺死了大笑李，結束了新安義的內亂並讓斷鼻江成為龍頭，但雷蒙表示潘卓已被晉升至國際刑警組織而不能舉報其罪行。
第二天沈威收到斷鼻江送來的錄像檔，顯示潘卓在醫院內向白叔注射了致命的化學物，成功使潘卓被起訴入獄。有感沈威在新安義期間表現了對自己的忠誠，斷鼻江於事件結束後下令對他不予追究。

## 開發

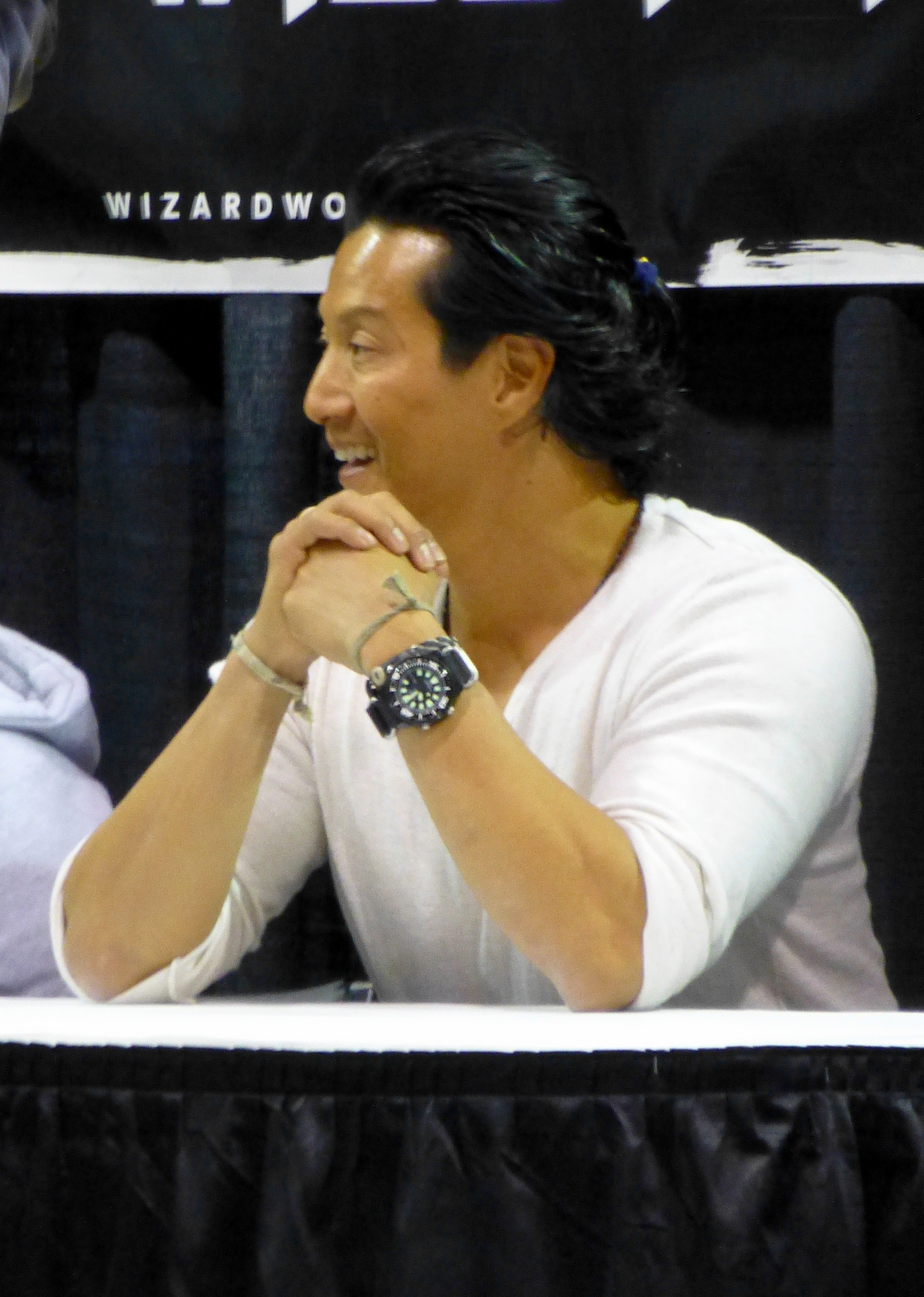
United Front考虑了五名主角人选，最终美国演员李威尹被选定为主角沈威的配音员。

2007年，美国動視接觸當時新成立、只有十名成員之United Front Games工作室，提出開發一款開放世界遊戲，並在工作室同意後提供資金僱用180名員工。遊戲在早期開發階段被命名為Black Lotus，有着和HBO犯罪劇幽默感相近的元素和較黑暗的主題。
開發工作在2008年全面展開，2009年11月，“Black Lotus”更名为“真實犯罪：香港”（True Crime: Hong Kong）”，同时對外公開，宣布于2010年发行，在此期間好莱坞動作編輯Tony Ciccone被聘用擔任遊戲的視覺身份和動畫顧問。
2011年2月9日，动视2010年第四季度財務報告发布，报告里称《真實犯罪：香港》因“质量問題使再多的投資也不能提升競爭力”而決定取消開發。United Front Games持有相同意見，但其行政監製称在動視宣佈開發取消前，这一遊戲已可從頭玩到結尾而且內容基本上已完成。
2011年6月22日，動視行政總裁艾力克·荷舒堡表示預算超支和開發延誤是这一遊戲取消的原因，除非遊戲能相當驚人地受歡迎，否則動視的投資報酬率將不會理想，同時其他遊戲（尤其是《俠盜獵車手》和《荒野大鏢客：救贖》）造成的競爭使动视「真實犯罪：香港」的质量不足以與之抗衡。之后，United Front Games裁減了120名員工。
2011年8月，来自日本的史克威爾艾尼克斯购入了这一游戏的版权。并更名为《Sleeping Dogs》。
史克威爾艾尼克斯倫敦工作室總經理認為遊戲有潛質而且可玩性高， United Front Games總裁也对與史克威爾艾尼克斯倫敦合作表示高興。開發團隊增加了60人，最終在2012年末發行。

### 遊戲設計
設計總監Mike Skupa表示热血无赖的战斗系统參考了東尼嘉主演的電影《冬蔭功》及史克威爾艾尼克斯的意見反饋，強調多方向戰鬥、以出拳為基礎和環境互動。系統從「一個暴力的沙盒」逐漸成為可以遊玩的作品，他對於遊戲出色地保留了試玩版的要素感到滿意。
為描繪真實的香港面貌，遊戲設計師们在香港逗留了七天，拍攝了超過二萬張相片作為參考。眾人徒步前往包括俱樂部和商場等不同地點，在基于过往的黑社會成員和已退休的香港警隊成员上設計角色和對白。聲效設計師在香港逗留了十天觀察，以观察市民的日常對話和錄製背景聲音。遊戲對白在早期開發階段在洛杉磯配音，最後在香港重新錄製。開發人員對於遊戲背景對話應使用甚麼語言有所保留，最後決定使用廣東話而非英語。
遊戲原声带音樂来自Tsunami Music、Warp和Ninja Tune，其中Tsunami Music為遊戲挑選聲優作為遊戲內電台的主持，包括Kerrang!等電台的DJ也為遊戲電台提供聲音演出，此外，香港乐队廿四味也加入了这一游戏的原声带制作。

## 宣傳和發行
United Front Games利用多个方式对该遊戲進行宣傳，製作團隊除了在社交網站上為遊戲作定期推廣，也在游戏开发者大会、PAX East、London MCM Expo、E3、聖地亞哥國際動漫展和Gamescom等電子遊戲展覽中宣傳遊戲。
史克威爾艾尼克斯於2012年4月透露玩家透過百思買、GameStop和亞馬遜公司預購北美版可獲得三個零售商各自提供的追加内容。在英國獨家發行的版本包括兩個；由EB Games和JB Hi-Fi發行的澳洲特別版也包括了全部內容包。此外该游戏也和其他游戏联动，透過Steam購買遊戲的玩家可获得《军团要塞2》的一個道具包和一個以香港為主題的地图「金鋼」（Kong King）。
此外，拥有《正當防衛2》的玩家可以在这一游戏里获得《正当防卫2》遊戲主角瑞克‧羅德里格茲（Rico Rodriguez）的套装，使沈威在穿上該服裝時能提高高速劫車時的跳躍距離。

## 追加下載內容
史克威爾艾尼克斯宣佈在遊戲發行後六個月内推出追加下載內容，包括新服飾、車輛、等级提升、新收集品、賽車、武器、任務和格鬥技能。史克威爾艾尼克斯按不同預訂獎賞推出了共五個追加下載內容包，最後一個內容包《狂暴飞车》（Wheels of Fury）于2013年2月推出。
首個剧情追加内容《北角噩夢》（Nightmare in North Point）於2012年10月發行，主打中国鬼故事、中國寓言和僵屍，沈威在该DLC里需要对付新安義前成员笑脸猫，第二个剧情追加包《十二宫岛竞技场》（Zodiac Tournament）于2012年12月发行，增设新岛屿、角斗场、敌人、头目和衣服。游戏中，沈威受邀参加在香港岛外举行的独门武术比赛。
最后一个剧情追加包《蛇年》（Year of the Snake）于2013年3月发行，新增六个剧情任务。邪教组织在香港策划连环恐怖袭击，沈威需要挫败邪教的一个个阴谋。追加包还新增了逮捕技能，以及额外的收藏品，支线任务、警用车辆和服装。

## 評價
| 汇总媒体     | 得分                                                              |
| ------------ | ----------------------------------------------------------------- |
| GameRankings | (PC) 84% (PS3) 84% (X360) 82%                                     |
| Metacritic   | (PC) 81/100 (PS3) 83/100 (X360) 80/100 (XONE) 75/100 (PS4) 77/100 |

| 媒体                    | 得分    |
| ----------------------- | ------- |
| 电脑与电子游戏          | 8.4/10  |
| Destructoid             | 9/10    |
| Edge                    | 6/10    |
| Eurogamer               | 7/10    |
| Game Informer           | 7.75/10 |
| GamesRadar+             | [ 21 ]  |
| GameSpot                | 8/10    |
| IGN                     | 8.5/10  |
| 英国PlayStation官方杂志 | 9/10    |
| 官方Xbox杂志英国        | 9/10    |

遊戲評價普遍正面。GameRankings和Metacritic給予遊戲所有版本的分數均高於80。遊戲獲NeoGAF提名為其2012年度最佳動作遊戲和在其2012年度最佳遊戲選舉中排行第四，也獲互動藝術與科學學會2013年度最佳動作遊戲提名和傑出故事成就提名。
《Eurogamer》的丹·懷特黑德（Dan Whitehead）称格斗系统“稳健、直观”。IGN的科林·莫里亚蒂（Colin Moriarty）将近战系统与《蝙蝠侠：阿卡姆之城》和《侠盗猎车手IV》相比较，相比后者，本作的简单性和重复性更胜一筹。GamesRadar的霍兰德·库珀（Hollander Cooper）称赞格斗，尤其是独特的近战攻击。《电脑与电子游戏》的安迪·凱利（Andy Kelly）则对慢节奏的任务表示欢迎。而GameSpot的卡罗琳·皮特（Carolyn Petit）和《英国PlayStation官方杂志》本·威尔逊（Ben Wilson）则认为战斗很有意思，强调环境攻击“有震慑力，高效”。库珀、Destructoid的阿利斯泰尔·平索夫（Allistair Pinsof）和《Edge》则认为任务平淡无奇，平铺直叙，Game Informer的丹·里克雷特（Dan Ryckert）在枪战任务方面对该看法持保留意见。皮特反驳称任务多样化且引人入胜。怀特海德和雷克特则抱怨任务报酬大少。
升级系统方面，雷克特称其“在开发世界包装下显得突出”。莫里亚蒂则称赞系统采用声望系统和不满意便重玩任务的能力。皮特同意并享受任务期间经验系统给予沈威“成长的快感”。平索夫称系统是“《热血无赖》带来最伟大的创新之一。”《官方Xbox杂志》的乔·布莱弗（Jon Blyth）则喜欢“令人愉快的荒谬”任务给予声望。
莫里亚蒂称赞游戏对香港的刻画“活灵活现，人口众多”，还赞赏AI、环境和演员配音，特别是使用广东话和英语。《Edge》也给予了类似的褒扬：“透过动作电影产业的媒介展示其亚洲视角，对香港的这种刻画可以直接拍成电影。”平索夫赞扬城市规模和AI。
沈威及其他角色广受好评。库珀称赞沈威性格中的冲突特质是压倒性环境造成的结果，认为这个细节巩固了他的成熟和受人喜欢的主角地位。相比之下，库珀却认为三合会份子不太让人满意，同时还拿出《侠盗猎车手》角色作比较。《Edge》称沈威当主角很吸引人，还称赞其他人物的配音演员让角色活灵活现。布莱弗表示，除了沈威之外，其他演员“出奇亲切的刻板印象给予你足够的感触，让你去关心他们”，并认为部分角色心态的转变很分散，不切实际。威尔逊表示，角色们都“很出色”。平索夫则表示，游戏的前提是“给沈威做出可怕事情的同时保持同情及领导威望找完美借口。”凯利则认为沈威的两面性是做任务的主要娱乐因素。怀特海德认为玩家转换忠诚需要能力，摆脱“本来就有的脆弱性，紧抓沈威的冲突剧情”。
游戏的绘制距离及纹理加载则遭到莫里亚蒂的批评，同时怀特海德也注意到帧率和环境贴图故障。皮特表示，尽管非玩家角色设计普遍来说有说服力，但“角色模型如同塑膠娃娃，仔细一看角色的部分手势僵硬、不自然。”《Edge》表示，角色动画在各种情况下看来，就像“机器人”。而凯利则表示“远处的一切看起来像是用凡士林涂抹的。”平索夫称图像“华丽”，有助于营造身处香港的体验。莫里亚蒂指出游戏镜头在驾车时的问题较大，但在战斗中更少。库珀和《Edge》也批评了这一问题。

## 衍伸作品

### 三合會之戰
2012年10月，本作的製作人丹·索查接受英國版《PlayStation官方雜誌》採訪時表示希望本作可以成為一個遊戲系列，但也表示此時他無法談論是否確實有續作的消息，因工作室的主要精力還集中在為《香港秘密警察》製作付費下載內容上。
United Front Games原先預計推出正統續作，讓主角沈威前往中國珠江三角洲，與新搭檔調查當地黑幫勢力，遊戲場景會因玩家的選擇而有所改變，並預計推出APP，可以用來改其他玩家所在的世界，但史克威爾艾尼克斯並不看好這項目，在2013年末終止此項目
2013年10月7日，United Front Games正式宣布确定系列新作名为《三合會之戰》（Sleeping Dogs: Triad Wars），採線上多人遊戲模式，讓玩家扮演遊戲中出場的黑幫勢力，來搶奪地盤，并继续交由史克威尔艾尼克斯发行。於2015年发布 ，但在2016年1月20日停止运营。

### 改编电影
2017年3月，有报道称《香港秘密警察》将会改编成真人电影，由Original Film制作，并由著名影星甄子丹饰演沈威。 2018年2月甄子丹在個人Instagram上發布照片證實此事。但在2025年1月甄子丹在接受採訪時表示《香港秘密警察》真人電影計劃已取消。

## 外部連結
- 官方网站 （英文）
- 官方网站 （日語）